# Robstown
Robstown é uma cidade localizada no estado norte-americano de Texas, no Condado de Nueces.

## Demografia
Segundo o censo norte-americano de 2000, a sua população era de 12.727 habitantes.
Em 2006, foi estimada uma população de 12.422, um decréscimo de 305 (-2.4%).

## Geografia
De acordo com o United States Census Bureau tem uma área de
31,3 km², dos quais 31,3 km² cobertos por terra e 0,0 km² cobertos por água. Robstown localiza-se a aproximadamente 23 m acima do nível do mar.

## Localidades na vizinhança
O diagrama seguinte representa as localidades num raio de 16 km ao redor de Robstown.